# ベスト・キッド
『ベスト・キッド』（原題：The Moment of Truth / The Karate Kid）は、1984年のアメリカのカラテ映画。日本では1985年2月16日に公開。3作の続編が製作され、その後も2010年のリメイク版『ベスト・キッド』・ドラマ『コブラ会』・2025年の『ベスト・キッド:レジェンズ』と同じユニバースで物語が続いている。

## 概要
少年が日系人に教えてもらった空手を通して成長していく3作と、同様に少女が教わる1作、その流れを汲んだリメイク版がある。
当初、ミスター宮城 (Mr. Miyagi) 役は三船敏郎にオファーが出されていたが、三船が断ったために、何度もオーディションを受けていたノリユキ・パット・モリタが最終的に選ばれた。
劇中の空手は、接近戦を想定した猫足立ちであることと、本作の脚本家が剛柔流空手道を長年に亘り学び、出演者に指導したこと、ミヤギという姓の空手家が実在したこと、パート3で披露される型「征遠鎮」から、剛柔流空手道であることがわかる。
日本で劇場公開された時のオープニング（引越しのシーン）のタイトルはThe Moment of Truth。その後、DVDやBlu-ray DiscではThe Karate Kidに差し替えられている。
2010年代の配信版、DVDやBlu-ray Disc版などは、主人公の旭日旗鉢巻が反日感情を抱く団体等の抗議により異なるデザインへと差し替えられた。
2010年のリメイク版『ベスト・キッド』では舞台は北京に移り、中国人から空手とはまったく異なる中国武術を学ぶストーリーとなった。
2025年には、1984年公開の第1作目と2010年公開のリメイク版の世界がクロスオーバーする作品が製作された。

### シリーズ
- 第1作 『ベスト・キッド』（1984年公開）
- 第2作 『ベスト・キッド2』（1986年公開）
- 第3作 『ベスト・キッド3 最後の挑戦』 （1989年公開）
- 第4作 『ベスト・キッド4』（1994年公開）
- リメイク 『ベスト・キッド』（2010年公開）
- 第5作『ベスト・キッド：レジェンズ』（2025年公開）

## ベスト・キッド
- 原題：The Moment of Truth / The Karate Kid
- 製作年：1984年
- 監督：ジョン・G・アヴィルドセン
- 製作：ジェリー・ワイントローブ
- 脚本：ロバート・マーク・ケイメン
- 音楽：ビル・コンティ
- 主題歌："The Moment Of Truth" Survivor
- 挿入歌："You're the Best" Joe Esposito - ゲームSaints Row: The Thirdにも使用されている。

### ストーリー
ダニエルは母親と二人暮らし。母親の仕事の都合によりニュージャージーからカリフォルニアへ引っ越すことになった。
新天地ではフレディという新たな友達もでき、フレディの誘いでパーティに行くことになった。そこでお金持ちの少女アリに一目ぼれ、すぐに相思相愛になるが、偶然通りかかった不良グループのリーダー格ジョニーが、アリとダニエルの様子を見て激怒し、ダニエルにケンカを吹っ掛けダニエルを叩きのめしてしまう。ジョニーはアリの元彼で、少年空手選手権のチャンピオンであった。ダニエルはフレディに「空手をやっている」と豪語していたために、フレディらはダニエルのあまりの弱さに愛想を尽かしダニエルのもとから去ってしまう。
ダニエルはそれ以来ジョニーとその空手仲間達から壮絶なイジメにあうようになる。そんな中、アリとアパートの管理人ミヤギ老人だけがダニエルに優しく接する。ハロウィンパーティの夜、ジョニーらに仕返しを試みたダニエルは、逆にリンチに遭ってしまう。ダニエルの意識が朦朧とする中、どこからともなく現れたミヤギがジョニーたちをあっという間に倒してしまう。実はミヤギは従軍経験も持つ空手の達人であった。
そして、ジョニーたちの道場と話をつけた結果、決着は2か月後の少年空手選手権で付けることになり、ミヤギはダニエルのコーチを引き受ける。しかし練習は、ワックスがけやペンキ塗りといった雑用ばかり。しかし、一見雑用にしか見えない練習こそが、空手の動きをマスターする特訓であったのだ。

## 登場人物
ダニエル・ラルーソー
演 - ラルフ・マッチオ
母親の仕事の都合によりニュージャージーからカリフォルニアへ引っ越してきた少年。サッカーの心得がある。現地の人間とも馴染めたが、自分は強いと周りに嘯いており、ジョニーに喧嘩で負けたことで弱いことが知られてからは友達を一気になくしてしまい、イジメを受けるようになる。それをみかねた宮城に空手で鍛えられられるようになる。自分の行動で周囲に交通事故を起こさせるなど迷惑をかけることもある。
宮城成義
演 - ノリユキ・パット・モリタ
アパートの管理人。空手の達人であり、イジメを受けていたダニエルを鍛える。「ミスター・ミヤギ」と呼ばれることが多い。日系人部隊として知られる第442連隊戦闘団の一員として第二次世界大戦のヨーロッパ戦線へ出征した経験があり、名誉勲章を受勲している。自転車を直せるなど器用。身重の妻がいたが、胎児の死産が原因で亡くしている。
アリ・ミルズ
演 - エリザベス・シュー
お金持ちの少女。ダニエルが周囲から見放されても優しくする慈愛に満ちた性格だが、ジョニーに対しては非常に気が強い。
ジョニー・ロレンス
演 - ウィリアム・ザブカ
不良グループのリーダー。粗暴で暴力的。アリの元彼。少年空手選手権の元チャンピオン。クリーズの命令に逆らえず、ダニエルを反則技を使って追い込む。その後、ダニエルに敗れたもののダニエルを認め称賛した。
ジョン・クリース
演 - マーティン・コーヴ
空手教室「コブラ会」の先生。手段を選ばない性格。
ボビー・ブラウン
演 - ロン・トーマス
ジョニーの友人。ジョニーの行き過ぎた追撃を諌めたり、クリーズの命令に逆らえずダニエルに反則技を使って怪我をさせた際には、謝罪をするなどの一面を見せている。
ダッチ
演 - チャド・マックイーン
ジョニーの友人。
ルシール・ラルーソー
演 - ランディ・ヘラー
ダニエルの母親。陽気で明るい性格。
チャッキー
演 - フランク・バスト・アバロン
ダニエルの級友。
フレディ
演 - イスラエル・ユアブ
ダニエルと同じアパートの住人。ダニエルの友人となるが、自分は強いと嘘をついていたダニエルに愛想を尽かしてしまう。

### キャスト
| 役名                 | 俳優                       | 日本語吹替   | 日本語吹替   | 日本語吹替 |
| 役名                 | 俳優                       | ソフト版     | テレビ朝日版 | 機内上映版 |
| -------------------- | -------------------------- | ------------ | ------------ | ---------- |
| ダニエル・ラルーソー | ラルフ・マッチオ           | 草尾毅       | 水島裕       | 松野太紀   |
| 宮城成義             | ノリユキ・パット・モリタ   | 伊井篤史     | 久米明       |            |
| アリ・ミルズ         | エリザベス・シュー         | 大坂史子     | 佐々木優子   |            |
| ルシール・ラルーソー | ランディ・ヘラー           | 藤生聖子     | 藤田淑子     |            |
| ジョニー・ロレンス   | ウィリアム・ザブカ         | 花輪英司     | 大塚芳忠     |            |
| ジョン・クリース     | マーティン・コーヴ         | 西凜太朗     | 樋浦勉       |            |
| ボビー・ブラウン     | ロン・トーマス             | 福山潤       | 堀内賢雄     |            |
| ダッチ               | チャド・マックイーン       | 鳥畑洋人     |              |            |
| フレディ             | イスラエル・ユアブ         | 鈴木正和     |              |            |
| スーザン             | ジュリ・フィールズ         | 杉本ゆう     |              |            |
| トミー               | ロブ・ガリソン             | 小野塚貴志   |              |            |
| アラン               | トム・フリドリー           | 青木誠       |              |            |
| ビリー               | ジェフ・フィッシュマン     | 岸尾だいすけ |              |            |
| ジミー               | トニー・オデル             | 江川大輔     |              |            |
| バーバラ             | ダナ・アンダーセン         | 荒井静香     |              |            |
| チャッキー           | フランク・バスト・アバロン |              |              |            |
| サッカーコーチ       | ピーター・ジェイソン       | 堀尾雅彦     |              |            |
| アリの父             | ウィリアム・バセット       | 水野龍司     |              |            |
| アリの母             |                            | 高島雅羅     |              |            |
| チアリーダー         |                            | 戸田亜紀子   |              |            |

- ソフト版

日本語版制作スタッフ - 演出：久保宗一郎、翻訳：石山祐子、制作：東北新社
- テレビ朝日版：初回放送1988年4月17日『日曜洋画劇場』

その他声の出演者 - 仲木隆司、浅井淑子、若本規夫、高宮俊介、兼本新吾、色川京子、鈴木れい子、小野健一、荒川太朗、津久井教生、柴本浩行、森利也
日本語版制作スタッフ - 演出：福永莞爾、翻訳：たかしまちせこ、調整：遠西勝三、効果：南部満治／大橋勝次／河合直、制作：ザック・プロモーション、解説：淀川長治、テレビ朝日担当：猪谷敬二
※ソニー・ピクチャーズ エンタテインメント発売の「吹替洋画劇場」シリーズ 「オリジナル『ベスト・キッド』 30周年記念 アニバーサリーコンプリートエディション」Blu-rayにはベスト・キッドシリーズの本編ディスクとは別に、本作のテレビ朝日版吹き替え（約93分）を含む3作目までのテレビ用に製作された吹き替え版を収録した特典ディスクが付属している。
- 機内上映版：1985年、JALにて上映[9]

### ミヤギのクラシック・カー
ミヤギは祖国日本の車両を好む代わりに、デトロイトスチールだけを所有している。
彼の車はどれも素晴らしく、沖縄からの移住者が細心の注意を払って車を維持していたことがわかる。
1. 1941 Chevrolet Light Delivery
ミヤギの乗用車、ダニエルを乗せて出掛ける時はいつもこれを運転している。
2. 1959 Nash Metropolitan 1500 Coupe
コレクションの中で最も小型車。ダニエルが最初にワックスをかけるのはこの車。
3. 1947 Ford Super Deluxe Convertible
ダニエルの誕生祝に振るまわれた一品。アリとのデートに選ばれる見事なクラシックカー。イエローペイントの滑らかな光沢ボディ、芸術的な一品である。ラルフ・マッチオは映画撮影終了後、製作者からこの車をプレゼントされた。(1948説あり）
4. 1951 Cadillac Sedan
ミヤギコレクションの中で最も高価な車。
5. 1952 Pontiac Woodie Wagon
現在、高額で取引されているカルトワゴン。コブラ会シリーズに唯一登場しなかった車。

## ベスト・キッド2
- 原題：The Moment of Truth Part II（The Karate Kid, Part II）
- 製作年：1986年
- 監督：ジョン・G・アヴィルドセン
- 製作：ジェリー・ワイントローブ
- 脚本：ロバート・マーク・ケイメン
- 音楽：ビル・コンティ
- 主題歌："Glory of Love" ピーター・セテラ　（ビルボード1位・グラミーノミネートのヒットとなった）

### ストーリー
前作のラストで空手選手権で優勝したダニエルは、師ミヤギの父の危篤の知らせを受け、ミヤギとともに沖縄へと発つ。
しかし、到着早々ミヤギのライバルであり沖縄を牛耳るサトウと出会う。ミヤギとサトウの間にはユキエという女性をめぐって長きにわたる因縁があり、それに決着をつけようとサトウは決闘を申し込んでくるが、ミヤギは決闘を断り続ける。一方のダニエルはユキエの姪のクミコと出会い互いに惹かれあうが、サトウの甥であるチョウゼン率いる不良グループとの対立が激しくなっていく。
そんな中、サトウがミヤギに決闘をさせるため、村の畑を根こそぎ枯らすという強硬手段に出る。村の人々が困るのを放っておけないミヤギは決闘をすることに決めるが、ある台風の夜の出来事をきっかけに、二人は仲を取り戻す。そして、村の盆踊りを城跡で行うことを許可する。
盆踊りが始まり、クミコのソロの踊りになるところで城跡にチョウゼンが乱入し、ダニエルとの一騎打ちを申し込む。
クミコを人質に取られたダニエルはこの決闘を受ける。互角の戦いから徐々に押されつつあるダニエルだったが、ミヤギと村人達がでんでん太鼓を叩き始め、ダニエルにカウンターの思いが浮かぶ。
チョウゼンが攻撃してきたところをダニエルがでんでん太鼓のリズムでカウンターを当ててチョウゼンを倒す。そしてトドメをさすと見せかけてミヤギが相手によくやる鼻つまみをチョウゼンにしたところで物語はエンディング。

### キャスト
| 役名                 | 俳優                             | 日本語吹き替え | 日本語吹き替え |
| 役名                 | 俳優                             | ソフト版       | フジテレビ版   |
| -------------------- | -------------------------------- | -------------- | -------------- |
| ダニエル・ラルーソー | ラルフ・マッチオ                 | 古谷徹         | 二又一成       |
| 宮城成義             | ノリユキ・パット・モリタ         | 及川ヒロオ     | 久米明         |
| クミコ               | タムリン・トミタ                 | 土井美加       | 岡本麻弥       |
| 渡口サトウ           | ダニー・カメコナ                 | 中庸助         | 大塚周夫       |
| 渡口チョウゼン       | ユウジ・オクモト                 | 大滝進矢       | 谷口節         |
| ユキエ               | ノブ・マッカーシー               | 此島愛子       | 小沢寿美恵     |
| ミヤギの父           | チャーリー・タニモト             |                | 丸山詠二       |
| イチロウ             | アルセニオ・ソニー・トリニダード | 伊井篤史       | 塚田正昭       |
| タロウ               | マーク・ハヤシ                   |                |                |
| トシオ               | ジョイ・ミヤシマ                 |                | 鈴木清信       |
| ユナ                 | トレイシー・トグチ               | 原えりこ       |                |
| ジョン・クリース     | マーティン・コーヴ               |                | 大塚明夫       |
| ジョニー・ロレンス   | ウィリアム・ザブカ               | 古田信幸       | 速水奨         |

- ソフト版

その他声の出演者 - 難波圭一、斉藤真、堀川亮、菅原淳一、秋元羊介、小島敏彦、大久保正信、加藤正之、芝夏美、滝沢ロコ、喜多川拓郎、藤城裕士、羽村京子、近藤玲子、牧章子
日本語版制作スタッフ - 演出：佐藤敏夫、翻訳：木原たけし、制作：東北新社
- フジテレビ版：1990年6月19日『ゴールデン洋画劇場』

その他声の出演者 - 飛田展男、星野充昭、小室正幸、秋元羊介、石井敏郎、山田礼子、安達忍、津田英三、さとうあい、坂本真綾、長堀美穂
日本語版制作スタッフ - 演出：河村常平、翻訳：木原たけし、プロデューサー：山形淳二（フジテレビ）、効果：リレーション、録音：東北新社スタジオ、担当：飯塚康一（東北新社）、配給：日本国際エンタープライズ、制作：フジテレビ／東北新社、解説：高島忠夫
※ソニー・ピクチャーズ エンタテインメント発売の「吹替洋画劇場」シリーズ 「オリジナル『ベスト・キッド』 30周年記念 アニバーサリーコンプリートエディション」Blu-rayにはベスト・キッドシリーズの本編ディスクとは別に、本作のフジテレビ版吹き替え（約93分）を含む3作目までのテレビ用に製作された吹き替え版を収録した特典ディスクが付属している。

### 舞台等
- 第2作はミヤギの故郷である「オキナワ」が舞台であるが、日本の沖縄県では一切ロケを行っておらず、アメリカ国内やフィリピンで撮影されている（那覇とされる街はロサンゼルスのリトル・トーキョーとみられる）[注 2]。
  - 劇中の車はクミコが乗るホンダ・S800を除いて撮影当時の日本車が使われているものの、一部は日本から車を並行輸入（ホンダ・シティやマツダ・ニューポーターキャブ、いすゞ・117クーペ、日産・ブルーバードのタクシー）したが、一部ではアメリカ輸出仕様の（トヨタ・カローラGT-Sやホンダ・アコード等）を使用し、それらすべて日本と同じ左側通行で走らせて撮影している。
- 当然のことながら、アメリカから見た沖縄（日本）ということもあって、かなり時代考証がズレている。
  - 人々の生活水準や様式は1950年代である。そのためか、街中で流れている流行音楽はロカビリーである。しかし一方で、前述の自動車や一部の家電は撮影当時の最新モデルである。また、時折紙幣が見えるが、ほとんどはドル紙幣で、後述のサトウの子分が野菜を買い叩くシーンでわずかにだが、撮影当時発行されていた夏目漱石の千円札が見られる。
  - 街中にはやたらと田中邦衛がイメージモデルになっているリアルゴールドの広告チラシが貼られている。
  - 舞台となる村は米軍基地（劇中は嘉手納基地とされている）の中に存在している。村の土地・権利は全てサトウが握り、栽培された作物や野菜はサトウの子分らに不当に安い値段で買い上げられている（沖縄を含む現実の日本では介在するはずの農協が存在していない）。
  - 台風時の避難先は大戦中に掘られた防空壕で、避難を促す半鐘を高い所で叩いているのは子供（少女）である。
  - 村の祭りでは、なぜか村人全員がでんでん太鼓を所持している。

### 裏話等
- 本編冒頭のシャワールームからクリースとミヤギのくだりまでは、前作のラストの予定で前作時に撮影されていた。しかし製作陣がミヤギの笑顔で映画が終了する方がいいと判断し、カットされてしまった。それを2作目の冒頭に使用した。
- ラストでダニエルがチョウゼンにした鼻つまみは、三十数年後に『コブラ会』シーズン3でチョウゼンにやり返される。

## ベスト・キッド3/最後の挑戦
- 原題：The Karate Kid, Part 3
- 製作年：1989年
- 監督：ジョン・G・アヴィルドセン
- 製作：ジェリー・ワイントローブ
- 製作総指揮：シェルドン・シュレイジャー
- 脚本：ロバート・マーク・ケイメン
- 音楽：ビル・コンティ

### ストーリー
前回の空手選手権の後、コブラ会は9ヵ月間も生徒無しの状態が続いていた（初回のダニエルの敵役ジョニーを破門したことから、ジョニーとその仲間たちがコブラ会から離反したのも原因である。）困窮したクリースは、ベトナム時代の戦友である産業廃棄物処理業者の社長テリー・シルバーを頼る。シルバーは親友のクリースを破滅へと追い込んだミヤギとダニエルに復讐することを決意、ダニエルを次の空手選手権で倒そうと、カラテの反逆児と異名を持つマイク・バーンズを呼び寄せる。
一方、ダニエルとミヤギは、アパートの管理人を解雇されてしまい年金生活に。ダニエルはミヤギの夢である盆栽店を開くために奔走していたが肝心の資金がない。ダニエルはベストキッド２でトシオから得た氷割りのお金をミヤギに渡そうとするがそれは学費だと言い切りミヤギは受け取らない。
ベストキッド２で出会ったクミコは東京の舞踏団に入り、事実上別れてしまう。　
そんな折、ダニエルは盆栽店の向かいにある陶器やで出会ったジェシカと仲良くなりミヤギに盆栽店をプレゼントしたが、マイクはダニエルを大会に出そうとし、店をメチャクチャにされる。ダニエルはミヤギの教えを守って出場を断り続けるが、エスカレートするマイクの嫌がらせに、ミヤギの盆栽を守るため、遂に出場を決意する。ところが、ミヤギは試合用の空手を教えてくれない。そこへ、マイクを倒すための空手を教えようとあの黒幕シルバーがやってくる。
シルバーはダニエルを潰すため、善人のふりをして木製人形を打たせて拳やすねを潰そうとする。帰宅後、異変に気づいたミヤギが薬膳の力でダニエルの体を気遣う。ある夜、ジェシカとクラブに出かけた際、シルバーの悪巧みにより客の顔面を殴ってしまい猜疑心に苛まれるダニエル。ジェシカに諭され、改心することを決めたダニエルはシルバーの元に修行を辞めることを伝えに行くとそこにはマイクとクリースが待ち構えていた。全てはめられていたことを知ったダニエル。ミヤギに空手の教えを請い、いよいよトーナメント決勝を迎える。
反則を繰り返しいたぶりつけてくるマイクに対し恐怖を覚えたダニエルだが、ミヤギに、自分に負けてはならないことを諭されサドンデスの延長戦で起死回生の一発を決め、2年連続優勝を果たしたところでエンディング。

### キャスト
| 役名                     | 俳優                             | 日本語吹き替え | 日本語吹き替え | 日本語吹き替え |
| 役名                     | 俳優                             | DVD・BD版      | VHS版          | フジテレビ版   |
| ------------------------ | -------------------------------- | -------------- | -------------- | -------------- |
| ダニエル・ラルーソー     | ラルフ・マッチオ                 | 草尾毅         | 鳥海勝美       | 鳥海勝美       |
| 宮城成義                 | ノリユキ・パット・モリタ         | 伊井篤史       | 田中明夫       | 久米明         |
| ジェシカ・アンドリュース | ロビン・ライヴリー               | 落合るみ       | 玉川砂記子     | 引田有美       |
| ジョン・クリース         | マーティン・コーヴ               | 西凜太朗       | 秋元羊介       | 笹岡繁蔵       |
| テリー・シルバー         | トーマス・イアン・グリフィス     | 大川透         | 大塚芳忠       | 石塚運昇       |
| マイク・バーンズ         | ショーン・キャナン               | 清水敏孝       | 島田敏         | 成田剣         |
| スネーク                 | ジョナサン・アヴィルドセン       | 鳥畑洋人       | 鳥畑洋人       | 竹村拓         |
| ミロス                   | ジャン・トリスカ                 | 水野龍司       |                |                |
| デニス                   | クリストファー・ポール・フォード | 中國卓郎       |                |                |
| ルシール・ラルーソー     | ランディ・ヘラー                 | 藤生聖子       |                |                |
| ミロ                     | フランセス・ベイ                 | 高島雅羅       |                |                |
| アリ・ミルズ             | エリザベス・シュー               | 大坂史子       |                |                |
| トミー                   | ロブ・ガリソン                   | 小野塚貴志     |                |                |
| ボビー・ブラウン         | ロン・トーマス                   | 福山潤         |                |                |
| 大会事務員               |                                  | 藤本隆行       |                |                |
| 電話会社の女性           |                                  | 片桐真衣       |                |                |
| ラジオの声               |                                  | 花輪英司       |                |                |
| 男性                     |                                  | 江川大輔       |                |                |
| 女の子                   |                                  | 勝田晶子       |                |                |

- ソフト版

日本語版制作スタッフ - 演出：久保宗一郎、翻訳：太田てるみ、制作：東北新社
- フジテレビ版：1993年11月27日『ゴールデン洋画劇場』

その他声の出演者 - 伊藤栄次、峰恵研、田原アルノ、真地勇志、滝雅也、浅井淑子、江川央生、吉田美保
日本語版制作スタッフ - 演出：福永莞爾、翻訳：鈴木導、調整：高橋久義、効果：VOX、制作：グロービジョン
※ソニー・ピクチャーズ エンタテインメント発売の「吹替洋画劇場」シリーズ 「オリジナル『ベスト・キッド』 30周年記念 アニバーサリーコンプリートエディション」Blu-rayにはベスト・キッドシリーズの本編ディスクとは別に、本作のフジテレビ版吹き替え（約93分）を含む3作目までのテレビ用に製作された吹き替え版を収録した特典ディスクが付属している。
※スネーク役のジョナサン・アヴィルドセンはジョン・G・アヴィルドセン監督の息子。

## テレビアニメ
- 原題：The Karate Kid
- 製作年：1989年
- 放送局：NBC
- 話数：13話
- 音楽：ハイム・サバン、シュキ・レヴィ
- 製作：DICエンターテイメント、サバン・エンターテイメント

### キャスト
- ミヤギ：ロバート・イトウ
- ダニエル・ラルーソー：ジョーイ・デジオ
- タキ：ジャニス・カワエ

## ベスト・キッド4
- 原題：The Next Karate Kid
- 製作年：1994年
- 監督：クリストファー・ケイン
- 製作：ジェリー・ワイントローブ
- 脚本：マーク・リー
- 音楽：ビル・コンティ

### ストーリー
ある日、ミヤギは友人・ルイーザから（ルイーザの孫娘である）女子高校生ジュリーをあずかることになる。しかし、彼女は早くから両親を失い寂しさから荒れきっていた。ミヤギは空手を通じてジュリーの閉ざされかかっていた心を開いていく。そんな中、学校では暴力集団アルファ・エリートが幅を利かせ、ジュリーに対しても嫌がらせをする。ジュリーはさらに恋人・エリックがそのグループの幹部であるデューガン大佐とネッドに袋叩きにされた事を知り、彼らに決闘を挑むことになる。

### キャスト
| 役名                       | 俳優                     | 日本語吹替 |
| -------------------------- | ------------------------ | ---------- |
| ジュリー・ピアース         | ヒラリー・スワンク       | 三石琴乃   |
| ケイスケ・ミヤギ           | ノリユキ・パット・モリタ | 麦人       |
| エリック・マクゴーウェン   | クリス・コンラッド       | 森川智之   |
| ドゥーガン大佐             | マイケル・アイアンサイド | 小山武宏   |
| ネッド                     | マイケル・カヴァリエリ   | 高木渉     |
| ルイーザ・ピアース         | コンスタンス・タワーズ   | 火野カチコ |
| 長身の僧侶                 | ジム・イシダ             |            |
| ダニエル・イノウエ上院議員 | 本人                     |            |

- その他日本語吹き替え：田原アルノ、三木眞一郎、宝亀克寿、荒川太郎、中村大樹、梁田清之、棚田恵美子、小室正幸、梅津秀行、室園丈裕、西村朋紘、菊池いづみ、増田ゆき